# CSI Hrvatska (2016.)
CSI Hrvatska, hrvatska dokumentarna serija u deset nastavaka iz 2016. godine. Nastala je u proizvodnji produkcijske tvrtke Interfilm. Djelo je redatelja Hrvoja Mabića i Darija Lonjaka, scenarista Jadranke Cicvarić Šiftar, Predraga Šiftara i Velimira Grgića, komentira voditelj Velimir Grgić, direktor fotografije je Senad Zemunović, montažu i postprodukciju slike i zvuka potpisuje Damir Cimperšak Cimpy, a producent je Ivan Maloča. Snimanju je mnogo pomogao MUP RH, Ravnateljstvo policije i PU o Hrvatskoj, a posebnu zahvalu zaslužuje savjetnik Gojko Marković. Serija je pripremana punih pet godina. Prvo prikazivanje bilo je 10. listopada 2016. na Prvome programu Hrvatske televizije u 21.35.
Serja je snimana je na autentičnim mjestima na kojima su se u Hrvatskoj zbili jedni od medijski najpoznatijih i za policiju najsloženijih zločina. Obuhvaća zločine od brutalnih ubojstava, silovanja i razbojništava do pljačka, krijumčarenja, ucjena i podmetnutih požara. Osim kriminalističke policije, mjesto u seriji našla je i prometna policija čiji je posao jedan od najstresnijih policijskih poslova, suprotno stereotipima, te granična policija. Policajci u seriji govore gledateljima jednostavnim jezikom, opisujući slučaje koji su im obilježili karijeru, ali i otkrivajući kako se nose sa strašnim prizorima nasilja, krvi i smrti. Prikazane su istrage na mjestu ubojstava i načini djelovanja kriminalaca. Gledateljima je rekonstruirano kako su riješili slučaj i omogućili da počinitelj bude kažnjen, a žrtve i njihove obitelji osjete pravdu. Uz emotivne opisivanje slučaja, autentične policijske videosnimke i fotografije. Ne spominje se identitete žrtava i počinitelja, čime se slučaje izdiže na razinu univerzalnoga, a isto tako izbjegava senzacionalizam i žutilo. Prikazano je tridesetak slučaja: trostruko ubojstvo u Petrinji, nestanak dviju djevojaka u Sinju i Trilju, nestanak studentice Policijske akademije iz Velike Gorice, ubojstvo beskućnika u riječkome željezničkom tunelu, ubojstvo policajca nakon pljačke banke u Nedelišću, ubojstvo žene na Učkoj prikazano kao prometna nezgoda, ubojstvo imućnoga umirovljenika iz Zagreba, monstruozno ubojstvo tročlane obitelj slovenskih državljana u Rovinju, ubojstvo talijanskoga direktora u kamperu na Krku, prikazano je kako su operirali zagrebački serijski silovatelj iz devedesetih, serijski palikuća iz Virja, nepredvidivi autor ucjenjivačkih pisama iz Koprivnice te rumunjska banda kradljivaca zlata koju je tražila cijela Europa, a koja je pala u Istri.